# The Floaters
The Floaters waren eine US-amerikanische Soul-Gesangsgruppe aus Detroit.
Die Mitglieder waren:
- James Mitchell (* 1949 in Perry, Florida)[1]
- Paul Mitchell (Bruder von James Mitchell)[1]
- Larry Cunningham (1951–2019)[2]
- Charles Clark
- Ralph Mitchell (nicht verwandt mit den beiden Brüdern)[1]

Die Gruppe gründete sich 1976. Drei der Musiker waren bereits seit Anfang der 1970er Jahre gemeinsam als Teil eines Quartettes aufgetreten.  James Mitchell, der Mitte der 1960er Jahre die Detroit Emeralds mitgegründet hatte, kam erst 1976 hinzu.
Ihre erste Single Float On war 1977 sofort erfolgreich, blieb aber der einzige Hit der Gruppe. Sie erreichte Platz 1 in den britischen und neuseeländischen Charts, Platz 2 in den USA und den Niederlanden. Darin stellen sich die Bandmitglieder vor mit Namen, Sternzeichen und ihrem Idealtyp einer romantischen Partnerschaft. Autor des Stückes war James Mitchell, gemeinsam mit Arnold Ingram and Marvin Willis. Auf der originalen LP war es fast zwölf Minuten lang, für die Single wurde es auf gut vier Minuten gekürzt. Ralph Mitchell war aus unbekannten Gründen bei der Aufnahme von Float On nicht beteiligt, wohl aber beim Rest der LP.
Die beiden nachfolgenden Alben hatten wenig kommerziellem Erfolg. 1980 kam es zu Streitigkeiten, auch um den Bandnamen, und zur Trennung der Musiker. Zwei der Floaters veröffentlichten 1981 noch ein viertes Album, gemeinsam mit einer lokalen Sängerin. Auch dies blieb erfolglos, und 1982 löste sich auch der Rest der Gruppe auf.
Ab 1990 kam es wieder zu gemeinsamen Auftritten einiger Floaters, 2005 wurde als Trio eine EP produziert. Larry Cunningham starb im Januar 2019.

## Diskografie

### Studioalben
| Jahr | Titel    | Höchstplatzierung, Gesamtwochen, AuszeichnungChartplatzierungen (Jahr, Titel, Platzierungen, Wochen, Auszeichnungen, Anmerkungen) | Höchstplatzierung, Gesamtwochen, AuszeichnungChartplatzierungen (Jahr, Titel, Platzierungen, Wochen, Auszeichnungen, Anmerkungen) | Höchstplatzierung, Gesamtwochen, AuszeichnungChartplatzierungen (Jahr, Titel, Platzierungen, Wochen, Auszeichnungen, Anmerkungen) | Höchstplatzierung, Gesamtwochen, AuszeichnungChartplatzierungen (Jahr, Titel, Platzierungen, Wochen, Auszeichnungen, Anmerkungen) | Höchstplatzierung, Gesamtwochen, AuszeichnungChartplatzierungen (Jahr, Titel, Platzierungen, Wochen, Auszeichnungen, Anmerkungen) | Anmerkungen                |
| Jahr | Titel    | DE | AT | CH | UK | US | Anmerkungen                |
| ---- | -------- | --- | --- | --- | --- | --- | -------------------------- |
| 1977 | Floaters | — | — | — | UK17 (8 Wo.)UK | US10 Platin · (25 Wo.)US | Erstveröffentlichung: 1977 |
| 1978 | Magic    | — | — | — | — | US131 (8 Wo.)US | Erstveröffentlichung: 1978 |

grau schraffiert: keine Chartdaten aus diesem Jahr verfügbar
Weitere Veröffentlichungen
- 1979: Float into the Future
- 1981: Get Ready for the Floaters & Shu-Ga
- 1998: Float On: The Best of

### Singles
| Jahr | Titel Album       | Höchstplatzierung, Gesamtwochen, AuszeichnungChartplatzierungen (Jahr, Titel, Album, Platzierungen, Wochen, Auszeichnungen, Anmerkungen) | Höchstplatzierung, Gesamtwochen, AuszeichnungChartplatzierungen (Jahr, Titel, Album, Platzierungen, Wochen, Auszeichnungen, Anmerkungen) | Höchstplatzierung, Gesamtwochen, AuszeichnungChartplatzierungen (Jahr, Titel, Album, Platzierungen, Wochen, Auszeichnungen, Anmerkungen) | Höchstplatzierung, Gesamtwochen, AuszeichnungChartplatzierungen (Jahr, Titel, Album, Platzierungen, Wochen, Auszeichnungen, Anmerkungen) | Höchstplatzierung, Gesamtwochen, AuszeichnungChartplatzierungen (Jahr, Titel, Album, Platzierungen, Wochen, Auszeichnungen, Anmerkungen) | Anmerkungen                     |
| Jahr | Titel Album       | DE | AT | CH | UK | US | Anmerkungen                     |
| ---- | ----------------- | --- | --- | --- | --- | --- | ------------------------------- |
| 1977 | Float On Floaters | DE36 (4 Wo.)DE | — | — | UK1 Silber · (11 Wo.)UK | US2 Gold · (16 Wo.)US | Erstveröffentlichung: Juni 1977 |